# Mistrzostwa Białorusi w Biegach Narciarskich 2014
Mistrzostwa Białorusi w Biegach Narciarskich 2014 – zawody w biegach narciarskich, przeprowadzone między 1 a 2 marca 2014 roku w Wiasniance w Mińsku w celu wyłonienia indywidualnego mistrza Białorusi.
Zawody składały się z czterech sprintów - dwóch dla kobiet i dwóch dla mężczyzn.

## Medaliści

### Kobiety
| Konkurs                                        | Złoto              | Srebro             | Brąz                |
| ---------------------------------------------- | ------------------ | ------------------ | ------------------- |
| sprint kobiet stylem dowolnym (1 marca 2014)   | Walancina Kaminska | Kaciaryna Rudakowa | Maryja Niadziuchina |
| sprint kobiet stylem klasycznym (2 marca 2014) | Kaciaryna Rudakowa | Walancina Kaminska | Lana Charoszka      |

### Mężczyźni
| Konkurs                                          | Złoto             | Srebro            | Brąz             |
| ------------------------------------------------ | ----------------- | ----------------- | ---------------- |
| sprint mężczyzn stylem dowolnym (1 marca 2014)   | Michaił Siemionau | Alaksiej Iwanou   | Juryj Astapienka |
| sprint mężczyzn stylem klasycznym (2 marca 2014) | Pawieł Maruha     | Alaksandr Woranau | Juryj Astapienka |